# Norr, Helsingborg
Norr är en stadsdel i nordvästra Helsingborg som sträcker sig norrut från S:t Jörgens plats mellan landborgskanten och Öresund. Den 31 december 2020 hade statistikområdet Norr 3 802 invånare.
Närheten till Öresund och den havsutsikt som erbjuds gör att Norr är ett mycket attraktivt område i staden, då även en stor del av Helsingborgs centralare stränder och badplatser finns i anknytning till stadsdelen. Den förra bangården som förhindrade kontakten mellan stadsdelen och vattnet är numera en populär gräsyta vid namn Gröningen, populär under somrarna för solbadning och utomhusaktiviteter. Längre norrut ligger det populära Fria bad och efter det kommer ett promenadstråk längs Strandvägen, dock finns här ingen strand då denna väg ligger på utfyllnadsmark. Längst norrut ligger Pålsjöbaden och Vikingstrand.

## Stadsbild
Norr sträcker sig till största delen längs Drottninggatans nordligaste sträckning och kring dess respektive parallella gator och sidogator. Den sydligaste delen av stadsdelen avgränsas i öster av landborgsbranten och i väster av Öresundskusten. Stadsdelens nordligaste del omfattar även områden ovanför landborgen, vilka till största delen utgörs av grönområden i form av skogar, ängar och åkermark.

### Bebyggelse
Stadsdelen har en mycket varierad bebyggelse, men det finns också ett flertal kvarter med sammanhängande och enhetligt intryck. Kvarteret Fides mellan Persgatan, Integatan, Farmgränden och Tågagatan visar upp ett välbevarat område med flerbostadshus i nyrenässans från 1880-talet, och en mycket sammanhängande sekelskiftesbebyggelse kan hittas i kvarteret Christinehall mellan Drottninggatan, Tågagatan och Karl Johans gata. Även funkisområdet vid Liatorpsplatsen visar på ett väl sammanhållet område från sin tidsålder.

#### Kvartersbebyggelsen i söder
De södra delarna av stadsdelen gränsar till stadens stadskärna och präglas därför av en tättbebyggd kvartersstruktur, bestående av flerbostadshus, främst från sekelskiftet 1900, men även ett flertal byggnader av nyare datum. Gatufasaden i söder, ut mot Hälsovägen och Sankt Jörgens plats, utgörs av en storstadsmässig bebyggelse, främst markerad av det funktionalistiska höghuset S:t Jörgenspalatset och det ännu högre huset strax väster om detta, i folkmun kallat "Kaffegöken". De större flerbostadshusen fortsätter att dominera i kvarteren kring Drottninggatan, men i området finns spår av en äldre och småskaligare gathusbebyggelse i två till tre våningar längs Pålsgatan, som löper parallellt med Drottninggatan i öster. Strax norr om Tågagatan på båda sidor om Drottninggatan, i kvarteren Sefiren och Torpet bryts den sammanhållna kvartersstrukturen upp genom ett senmodernistiskt bostadsområde, uppfört 1965–1967 och 1974. Detta erbjuder en mycket öppnare bebyggelse som skapar utblickar från gatan mot Öresund. Norr om detta område återkommer dock kvartersstrukturen med bostadshus av mycket varierande art, utförda i arkitekturstilar som nyrenässans, nationalromantik, Art Nouveau-jugend och Wienerjugend. Ut mot parken Margaretaplatsen finns två bemärkansvärda byggnader i form av Sven Markelius funktionalistiska flerbostadshus från 1929, vars fasader dock har förändrats kraftigt genom tilläggsisolering, och Erik Wihlborgs bostadskomplex från 1937, med drag av både nyrealism och Art Deco.

#### Den strandnära bebyggelsen

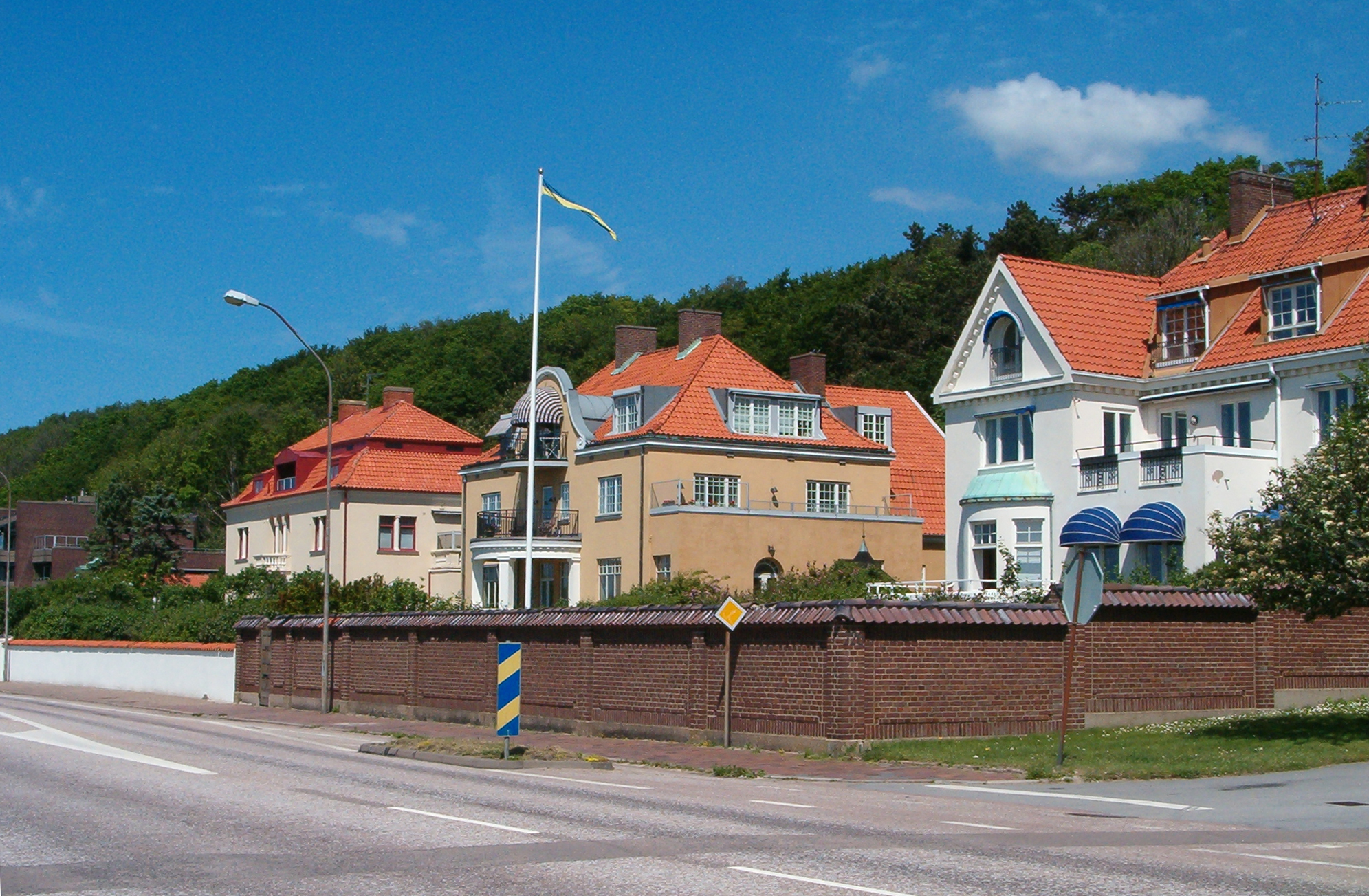
Villor längs Drottninggatan, mot Öresundskusten.

Efter Margaretaplatsen upphör den tättbebyggda kvartersstrukturen och bebyggelsen blir här mycket öppnare och får en allt större kontakt med strandremsan. Strax norr om parken sträcker det brutalistiska bostadshuset Hamilton House ut sig med sin runt 180 meter långa fasad. Byggnaden bär klara referenser till Le Corbusiers Unité d'Habitation, med råbetong, grova pilotis och lägenheter i två plan. Norr om Hamilton House finns ett område med friliggande funktionalistiska låghus, vilket också bidrar till den öppna känslan. Strax norr om detta område ligger Liatorpsplatsen, där den norrgående järnvägen korsar området genom en stor viadukt. Platsen markeras av Mogens Mogensens höghus i senmodernistisk stil, ursprungligen i tegel, men numera med fasadplattor. Förbi Liatorpsplatsen blir bebyggelsen mycket varierad längs Strandvägen och Drottninggatans förlängning. Området består av både flerbostadsvillor från sekelskiftet, långsträcka flerbostadshus längs kusten, främst i modernistiskt utförande, samt ett antal enfamiljsbostäder, ofta placerade vägg i vägg med övriga byggnader.
Vid korsningen med Dag Hammarskjölds väg går Strandvägen åter upp i Drottninggatan, norr om denna plats löper Drottninggatan till största delen längs med kusten och dess västra del är därför öppen ut mot stränderna och Öresund. Längs gatans östra sida ligger ett flertal högreståndsvillor, tillsammans med flerbostadsvillor och en del flerbostadshus. Särskilt utmärkande är de så kallade "redarvillorna", uppförda av stadens förmögna redarfamiljer runt sekelskiftet 1900. Vid Vikingstrand byter Drottninggatan namn till Sofierovägen och börjar leta sig upp för landborgen. Gatan har här bebyggelse på båda sidor och ett flertal äldre fiskarelängor finns bevarade bland de övriga husen. Från Sofierovägen sträcker sig Gravarliden ner mot stranden igen och kantas på sin väg av ett flertal villor av varierande datum och utseende. Som stadsdelens nordligaste bebyggelse ligger lustslottet Sofiero med tillhörande trädgård.

#### Bebyggelsen på landborgen
Längst i norr omfattar stadsdelen även bebyggelse belägen på landborgen, ovanför strandterrassen. Denna är dock mycket öppnare och mer utspridd på grund av den gröna karaktären i området och man finner här ett flertal friliggande byggnader av hög betydelse. Nordväst om Pålsjö skog ligger Pålsjö slott med tillhörande trädgård och runt detta finner man även ett flertal ekonomibyggnader, som tidigare tillhörde egendomen. Strax söder om slottet ligger det enda sammanhängande bostadsområdet i denna del av stadsdelen, bestående av två villaområden, på var sida om Dag Hammarskjölds väg, som letar sig upp från stranden till landborgen genom en ravin i Pålsjö skog. Det västra bostadsområdet utgörs till största delen av patriciervillor längs landborgsbranten med vid utsikt ut mot havet. In mot ravinen finns dock ett antal parhus av yngre datum i enhetligt utförande. Det östra området har villor av varierande utseende, liksom en senmodernistisk radhuslänga längst i öster.
Norr om Pålsjö slott ligger Villa Thalassa, en patriciervilla från 1903, som numera fungerar som vandrarhem och restaurang. Villan omges därför av ett flertal paviljonger innehållande bostäder för vandrarhemmet. Mitt inne i Pålsjö skog ligger Skogspaviljongen, ritad av Sigurd Lewerentz. Vid denna ligger också en servering under somrarna. Längst i öster finner man Helsingborgs krematorium med omgivande begravningslundar.

### Parker och grönområden

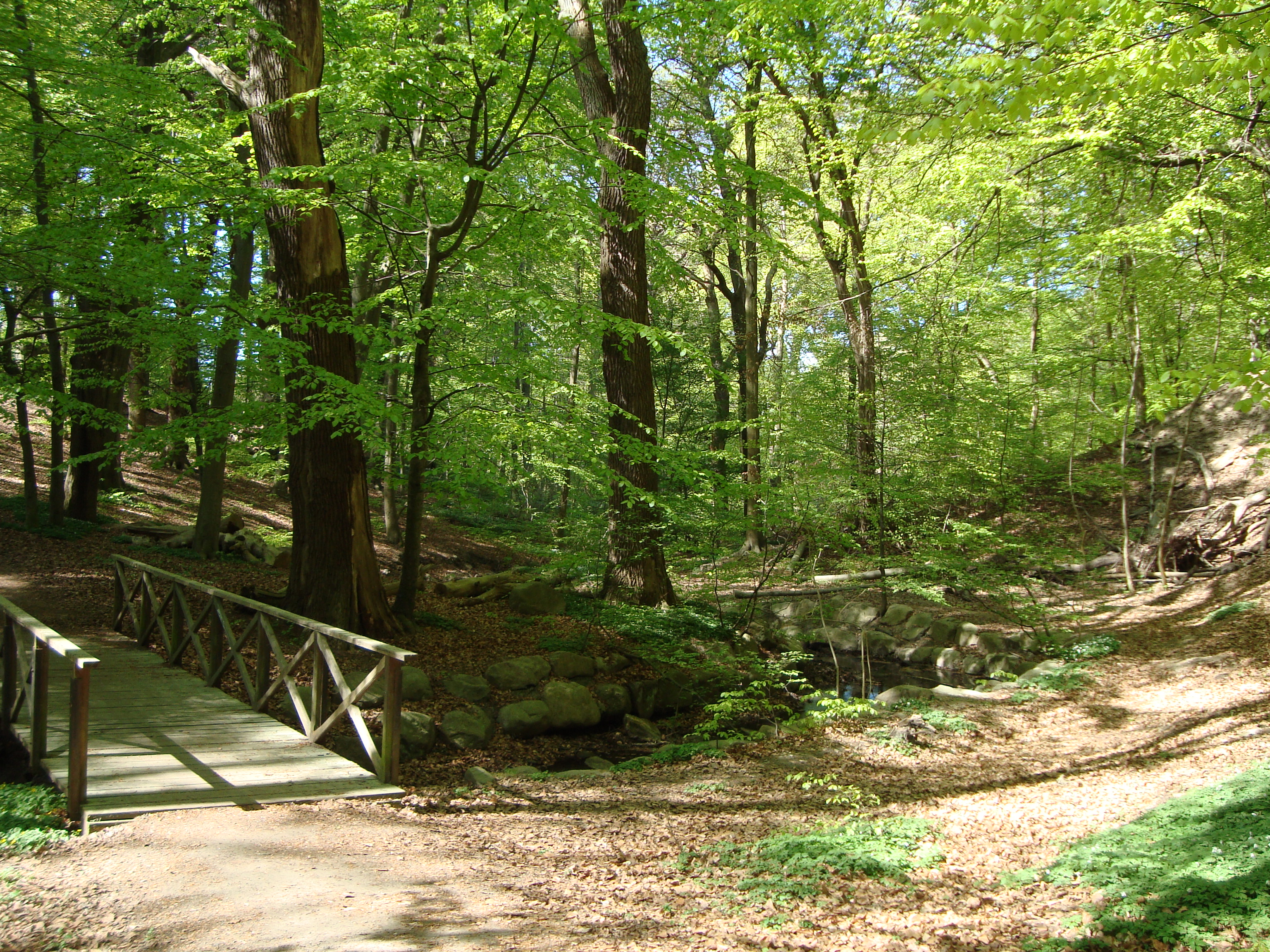
Pålsjö skog under våren.

Norr har ett flertal grönområden av varierande art. Genom att stadsdelen i öster avgränsas av landborgsbranten, som är bevuxen längs hela sin längd, har den också en grönskande kuliss i bakgrunden. Den mest stadsmässiga parken i stadsdelen är Margaretaplatsen, belägen strax norr om kvartersstaden, mellan Drottninggatan och landborgen. Platsen anlades 1924 till minne av kronprinsessan Margareta, som avled 1920. Parken utgörs till största delen av en stor, öppen gräsyta, genomskuren av en öst-västlig gång, som leder fram till minnesplatsen för Margareta vid landborgen i öster. Gräsytan kantas i norr och i söder av träd och buskage. Från Margaretaplatsen leder också en trappa upp på landborgen. Som en fortsättning på Margaretaplatsens grönska kan också nämnas grönområdet framför det långsträcka Hamilton House, som bidrar till grönskan i området. Längs en stor del av kusten i stadsdelens södra delar löper Gröningen, som består av en avlång, öppen gräsyta, med kontakt ut till havet. Platsen är ett mycket populärt tillhåll under sommaren.
Längst i norr dominerar en helt annan typ av grönska på landborgsterrassen, bestående av skogsområden, uppbrutna av ängar och åkrar. Mest utmärkande bland skogarna är Pålsjö skog, som utgörs av en naturlig lövskog, bestående av mestadels bok och ek, men även ask, alm, al, sykomorlönn och asp. Strax öster om skogen ligger Pålsjö slottsträdgård som ett av de få mer strukturerade områdena. Vidare norrut öppnar ett åkerlandskap med inslag av flera skogsdungar ut sig. I områdets nordligaste del finner man Sofiero slottsträdgård, mest berömd för sin omfattande rhododendronsamling.

### Stränder och badplatser

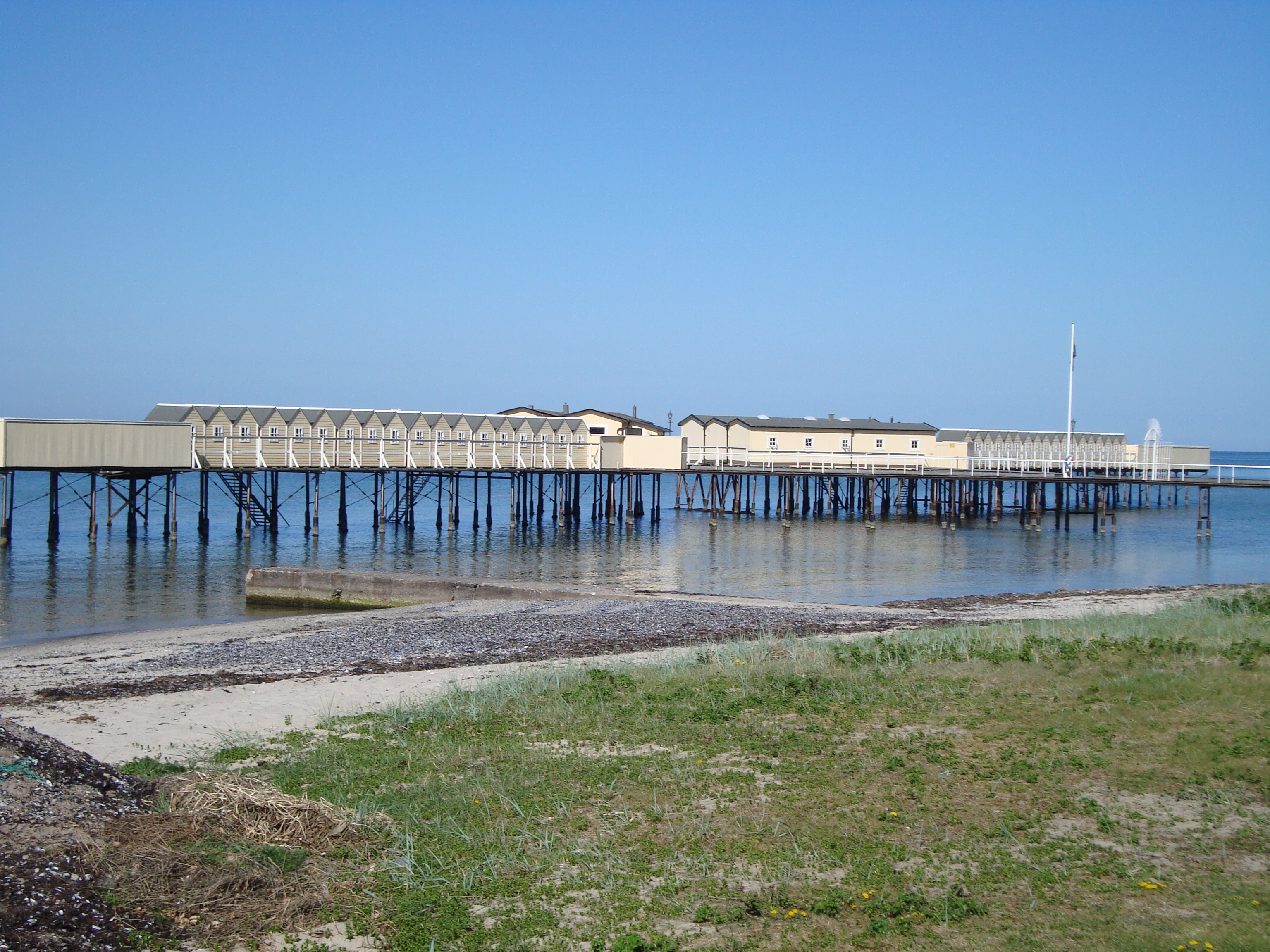
Pålsjöbaden.

Eftersom stadsdelen sträcker ut sig längs hela norra Helsingborgs strandremsa är det också här man finner de flesta av stadens stränder och badplatser. Längs dessa sträcker sig Strandpromenaden från Kajpromenadens slut vid Norra hamnen i söder upp till Strandvägens slut i norr. Längst i söder, vid Gröningen, breder ett långt trädäck ut sig längs med Strandpromenaden, där tre badbryggor sträcker sig ut i vattnet. Norr om denna ligger Norra kallbadhuset, i folkmun kallat "Kallis", ett av stadens tre kallbadhus. Vidare norrut ligger Örestrandsbadet, oftast kallat "Fria bad", en av stadens mest populära stränder under sommarhalvåret. Denna efterföljs av Strandvägens sträckning, längs vilken en badbrygga sträcker sig ut i sundet. Där Strandvägen går ihop med Drottninggatan ligger det andra kallbadhuset i staden, Pålsjöbaden, beläget på pålar ute i sundet. Längre norrut ligger Vikingstrand och ännu en bit norrut finner man Tinkarpsbadet, stadens nordligaste strand.

## Historia
Under områdets tidigaste historia tillhörde större delen av markerna Pålsjö gård och här låg endast sparsam bebyggelse i form av ett antal småtorp. Vid vattnet började efter hand små fiskelägen växa fram, dels vid Pålsjö, dels vid Tinkarp länge norrut. Den första stadsbebyggelsen var tre småtomter som styckades ut strax utanför Kullaporten, ungefär där S:t Jörgens plats nu ligger, i slutet av 1700-talet. Dessa tomter bebyggdes av enkla korsvirkeshus bebodda av yrkesgruppen dragare. Längs landsvägen norrut, ungefär nuvarande Pålsgatan, byggdes samtidigt ett fåtal torp, till exempel Killehuset, som hörde under Pålsjö gård. I början av 1800-talet bebyggdes Pålsgatan med ytterligare åtta tomter, även dessa bebodda till största delen av dragare. Vid Tågagatan uppfördes ännu ett antal hus och längre norrut utökades fiskelägena med fler fiskarhus.
På 1860-talet tog byggandet ordentlig fart då ägaren till Pål Ibbslyckan, grevinnan Maria Sophia Barck, styckade upp markerna efter plan av stadsingenjör Georg Gustafsson. I kvarteren mellan Nyborgsvägen och Drottninggatan avstyckades ett antal långsmala tomter där kortsidorna bildade fasad ut mot gatorna. Vid denna tid tillkom även ett stort antal landerier till området längre norrut. Dåvarande ägaren av Pålsjö gård, ryttmästare Carl Harald Follin, började i mitten av 1800-talet sälja ut delar av sina marker, vilket gav möjlighet för flera nya gårdar att byggas. Två av stadens förnämsta landerier uppfördes på de sålda markerna: Hamilton house, byggt av greve Axel Ludvig Malkolm Hamilton 1852 och Liatorp, byggt av fröken Augusta Ehrensvärd 1868–1869. Dessutom uppfördes på 1860-talet landerierna Christinehall av friherre Corfitz Beck-Friis, Sjötorp av handlaren Carl August Nilsson och Lugnet av O.C. Wåhlin. År 1874 byggde även Carl Harald Follin landeriet Sjötorp på sina marker.
Follin fortsatte med sin utförsäljning på 1870-talet då han sålde ut alla marker i området i tre delar, vilka köptes dels av konsulerna Persson och Stewénius, dels av Hamilton houses nya ägare greve Axel de la Gardie, och den tredje av Landskronas konsul J.C.M. Schmidt. Persson och Stewénius omvandlade snart markerna till bostadskvarter och 1876 hade man en plan klar för kvarteret mellan Drottninggatan och Persgatan, avgränsat av Tågagatan i söder och Kronborgsgatan i norr. Redan 1889 var alla tomter bebyggda, vilket indikerar hur intensivt utbyggnaden av området gick under 1880- och 90-talen. I mitten av 1880-talet sålde Axel de la Gardies änka sina marker till Petter von Möller, som också han styckade ut tomter i området. Runt år 1900 revs landeriet Sjötorp för att ge plats åt ytterligare flerbostadshus, med vid den här tiden skars dock denna ände av stadsdelen av från havet i och med att man på marken mellan bebyggelsen och Öresund la ut en uppställningsbangård åt den nordgående järnvägen. Dock fortsatte bebyggelsen att utvecklas i 1900-talets början med tillförseln av nya byggnader i jugendstil. När Hälsovägen breddades år 1901 revs den äldre bebyggelsen och istället uppfördes storskaligare flerbostadshus med fasad ut mot S:t Jörgens plats. År 1921 hölls en arkitekttävling om uppförandet av en park till minne av kronprinsessan Margareta som avlidit året innan och 1924 lades Margaretaplatsen ut, vilket gav området en offentlig park.
Modernismen fick sitt genomslag på 1930-talet, fast redan 1929 hade Helsingborg fått sitt första funktionalistiska flerbostadshus vid hörnet av Drottninggatan och Margaretaplatsen, ritat av den senare konserthusarkitekten Sven Markelius. Vid Hälsovägen tillkom 1936 vad som var tänkt att bli stadens första riktiga höghus, S:t Jörgenspalatset, vilket dock fick stanna på sju våningar efter protester från byggnadsnämnden. Flera av stadsdelens karaktäristiska landerier revs under denna tiden, till exempel Liatorp, som revs för att ge plats åt ett antal funktionalistiska lamellhus på tre våningar längs Drottninggatan, ritade av bland andra Reinhold Müller och Mogens Mogensen. År 1967 revs även Hamilton house och istället uppfördes här ett mycket långt bostadshus på 140 lägenheter, ritat av arkitekten Sten Samuelson. Vid hörnet av Drottninggatan och Hälovägen, strax väster om S:t Jörgenpalatset, uppfördes 1959–61 ett elva våningar högt bostadshus, som fick smeknamnet "Kaffegöken" av stadens invånare, då det inhyste en Systembolagsbutik i bottenvåningen, medan det på fasaden gjorde reklam för kaffe. Strax norr om Tågagatan, längs Drottninggatan revs stor del av den tidigare bebyggelsen för att 1965–1967 uppföra en mycket storskalig bostadsbebyggelse i mörkbrunt tegel och vita inslag på fem till nio våningar. Längre norrut, vid Strandvägen, byggdes 1961 ännu ett höghus, vilket dock inte uppskattades av stadens befolkning och därför fick öknamnet "Skampålen". I närheten av detta ritade Sten Samuelson ännu en flerbostadslänga längs Drottninggatan kallad "Langetten".

## Befolkningsutveckling
| Befolkningsutvecklingen i Norr 2000–2020 | Befolkningsutvecklingen i Norr 2000–2020 | Befolkningsutvecklingen i Norr 2000–2020 | Befolkningsutvecklingen i Norr 2000–2020 | Befolkningsutvecklingen i Norr 2000–2020 |
| ---------------------------------------- | ---------------------------------------- | ---------------------------------------- | ---------------------------------------- | ---------------------------------------- |
|                                          |                                          |                                          |                                          |                                          |
| År                                       |                                          |                                          | Folkmängd                                |                                          |
| 2000                                     | 2000                                     |                                          | 3 575                                    |                                          |
| 2001                                     | 2001                                     |                                          | 3 621                                    |                                          |
| 2002                                     | 2002                                     |                                          | 3 599                                    |                                          |
| 2003                                     | 2003                                     |                                          | 3 584                                    |                                          |
| 2004                                     | 2004                                     |                                          | 3 632                                    |                                          |
| 2005                                     | 2005                                     |                                          | 3 600                                    |                                          |
| 2006                                     | 2006                                     |                                          | 3 561                                    |                                          |
| 2007                                     | 2007                                     |                                          | 3 577                                    |                                          |
| 2008                                     | 2008                                     |                                          | 3 563                                    |                                          |
| 2009                                     | 2009                                     |                                          | 3 569                                    |                                          |
| 2010                                     | 2010                                     |                                          | 3 622                                    |                                          |
| 2011                                     | 2011                                     |                                          | 3 600                                    |                                          |
| 2012                                     | 2012                                     |                                          | 3 690                                    |                                          |
| 2013                                     | 2013                                     |                                          | 3 699                                    |                                          |
| 2014                                     | 2014                                     |                                          | 3 698                                    |                                          |
| 2015                                     | 2015                                     |                                          | 3 738                                    |                                          |
| 2016                                     | 2016                                     |                                          | 3 751                                    |                                          |
| 2017                                     | 2017                                     |                                          | 3 754                                    |                                          |
| 2018                                     | 2018                                     |                                          | 3 806                                    |                                          |
| 2019                                     | 2019                                     |                                          | 3 783                                    |                                          |
| 2020                                     | 2020                                     |                                          | 3 802                                    |                                          |

## Demografi

### Befolkningssammansättning
Statistikområdet Norr hade 3 802 invånare den 1 januari 2020, vilket utgjorde drygt 3,3 % av befolkningen i hela Helsingborgs tätort (här alla statistikområden i Helsingborgs kommuns innerområde, motsvarande Helsingborgs tätort inklusive vissa närliggande småorter). Medelåldern var vid samma tid 53,7 år, vilket var den högsta medelåldern bland alla statistikområden och 13 år över medelåldern i Helsingborg som helhet. Stadsdelens åldersfördelning är kraftigt försjukten mot äldre personer: de största åldersgrupperna inom statistikområdet var 70 till 79 år med 20,3 %, följt av 60 till 69 år med 17,3 %. I båda dessa åldersgrupper hade Norr högst andel av alla statistikområden i Helsingborg. Samtidigt har stadsdelen den lägsta andelen av åldersgrupperna 0 till 9 år och 10 till 19 år i staden. Även personer i åldersgrupperna 30 till 39 år och 40 till 49 år är underrepresenterade.
Andelen personer med utländsk bakgrund, alltså personer som antingen är födda utanför Sverige eller har föräldrar som båda är födda utanför Sverige, var inom statistikområdet 12,2 %. Det är den näst lägsta andelen personer med utländsk bakgrund efter Råå. Av de som är födda utanför Sverige är en större andel födda i Norden och en mindre andel födda i övriga Världen än för Helsingborgs som helhet.
| Åldersfördelning (2020) |        |  |  |  |
| Åldersgrupp             | Andel  |  |  |  |
| 0–9                     | 4,4 %  |  |  |  |
| 0–9                     | 11,5 % |  |  |  |
| 10–19                   | 5,3 %  |  |  |  |
| 10–19                   | 10,7 % |  |  |  |
| 20–29                   | 10,0 % |  |  |  |
| 20–29                   | 14,7 % |  |  |  |
| 30–39                   | 9,6 %  |  |  |  |
| 30–39                   | 14,1 % |  |  |  |
| 40–49                   | 8,3 %  |  |  |  |
| 40–49                   | 12,1 % |  |  |  |
| 50–59                   | 15,1 % |  |  |  |
| 50–59                   | 12,5 % |  |  |  |
| 60–69                   | 17,3 % |  |  |  |
| 60–69                   | 10,3 % |  |  |  |
| 70–79                   | 20,3 % |  |  |  |
| 70–79                   | 8,8 %  |  |  |  |
| 80–                     | 9,6 %  |  |  |  |
| 80–                     | 5,1 %  |  |  |  |
|                         |        |  |  |  |
|                         |        |  |  |  |
| Medelålder              | 53,7   |  |  |  |
| Medelålder              | 40,7   |  |  |  |

| Utländsk bakgrund (2020)                |        |  |  |  |
|                                         |        |  |  |  |
| Andel                                   | 12,2 % |  |  |  |
| Andel                                   | 30,3 % |  |  |  |
| Födelseland (för födda utanför Sverige) |        |  |  |  |
| Region                                  | Andel  |  |  |  |
| Övriga Norden                           | 27,5 % |  |  |  |
| Övriga Norden                           | 7,3 %  |  |  |  |
| Övriga Europa                           | 43,9 % |  |  |  |
| Övriga Europa                           | 37,8 % |  |  |  |
| Övriga Världen                          | 28,6 % |  |  |  |
| Övriga Världen                          | 54,8 % |  |  |  |

### Utbildning och inkomst
Norr hade den 31 december 2020 en högre utbildningsnivå än Helsingborg som helhet. Andelen invånare mellan 20 och 64 år med förgymnasial utbildning var lägre än genomsnittet för staden och andelen med eftergymnasial utbildning var avsevärt större än genomsnittet. Efter Eskilsminne och Råå var Norr den stadsdel med lägst andel med endast förgymnasial utbildning och andelen invånare med endast en gymnasial utbildning var något lägre än i staden som helhet. Medelinkomsten för statistikområdet uppgick 2020 till 485 100 kronor jämfört med 402 800 kronor för Helsingborg som helhet. Stadsdelen hade tredje högsta totala medellönen, samt även tredje högsta medellönen för män efter statistikområdena Tågaborg Norr och Råå. Kvinnornas medellön var drygt 76 % av männens, vilket var en högre löneskillnad mellan könen än för hela Helsingborgs tätort där andelen uppgick till ungefär 80 %.
| Utbildningsnivå (2020) |        |  |  |  |
| Utbildning             | Andel  |  |  |  |
| Förgymnasial           | 5,3 %  |  |  |  |
| Förgymnasial           | 13,2 % |  |  |  |
| Gymnasial (≤2 år)      | 14,0 % |  |  |  |
| Gymnasial (≤2 år)      | 16,8 % |  |  |  |
| Gymnasial (3 år)       | 26,0 % |  |  |  |
| Gymnasial (3 år)       | 25,8 % |  |  |  |
| Eftergymn. (<3 år)     | 19,8 % |  |  |  |
| Eftergymn. (<3 år)     | 16,8 % |  |  |  |
| Eftergymn. (≥3 år)     | 32,8 % |  |  |  |
| Eftergymn. (≥3 år)     | 24,4 % |  |  |  |
| Ingen uppgift          | 2,2 %  |  |  |  |
| Ingen uppgift          | 3,0 %  |  |  |  |

| Förvärvsinkomst (2020) |         |  |  |  |
| Kön                    | Inkomst |  |  |  |
| Kvinnor                | 420,4   |  |  |  |
| Kvinnor                | 356,9   |  |  |  |
| Män                    | 552,3   |  |  |  |
| Män                    | 446,6   |  |  |  |
| Samtliga               | 485,1   |  |  |  |
| Samtliga               | 402,8   |  |  |  |

### Sysselsättning och hälsa
Arbetslösheten för personer mellan 20 och 64 år uppgick år 2020 till totalt 5,6 %, vilket var avsevärt lägre än genomsnittet för Helsingborg. Arbetslösheten för män var lägre än den för kvinnor. Den öppna arbetslösheten uppgick 2020 till 4,3 %. Andelen förvärvsarbetande uppgick 2010 till totalt 78,2 %. Av de med arbete i stadsdelen pendlade 1 418 personer till arbeten utanför stadsdelen år 2020, medan 699 pendlade in från utanför Norr till arbeten i stadsdelen.
Det genomsnittliga antalet utbetalda dagar med sjukpenning, arbetsskadesjukpenning, rehabiliteringspenning, sjukersättning och aktivitetsersättning från socialförsäkringen för stadsdelen uppgick år 2020 till 16 dagar, vilket var lägre än de 23 dagar som gällde för Helsingborg som helhet. Ohälsotalet var större för kvinnorna än för männen.
| Arbetslöshet (2020) |        |  |  |  |
| Kön                 | Andel  |  |  |  |
| Kvinnor             | 5,9 %  |  |  |  |
| Kvinnor             | 9,8 %  |  |  |  |
| Män                 | 5,4 %  |  |  |  |
| Män                 | 10,2 % |  |  |  |
| Samtliga            | 5,6 %  |  |  |  |
| Samtliga            | 11,1 % |  |  |  |

| Ohälsotal (2020) |       |  |  |  |
| Kön              | Dagar |  |  |  |
| Kvinnor          | 19    |  |  |  |
| Kvinnor          | 27    |  |  |  |
| Män              | 13    |  |  |  |
| Män              | 19    |  |  |  |
| Samtliga         | 16    |  |  |  |
| Samtliga         | 23    |  |  |  |